# Festival Internacional de Cine de San Sebastián 1976
La 24.ª edición del Festival Internacional de Cine de San Sebastián tuvo lugar entre el 11 y el 22 de septiembre de 1976. En esta edición continuaba teniendo la categoría A de la FIAPF como festival competitivo no especializado.

## Desarrollo
El jurado estaba presidido por la actriz mexicana Dolores del Río. Fue inaugurada el día 11 con la proyección de El inocente, obra póstuma de Luchino Visconti y Fighting Mad. Había tensión política en el País Vasco por el hecho de que el día antes en una manifestación por la desaparición de Pertur que había sido asesinado por la policía del joven Jesús María Zabala Erasun en Fuenterrabía y las diferentes Gestores habían llamado a la huelga. En la salida de la proyección los miembros del jurado internacional fueron abucheados e insultados después de una intervención policial contra una manifestación pacífica. Eso provocó un escrito de protesta firmado por Antonio Giménez Rico, Pilar Miró, Pedro Masó, Amparo Soler Leal, Mònica Randall, Ramiro Oliveros, César Santos Fontenla, Diego Galán, Agustín Trialasos, Ángel Pérez Gómez, Ángel Hanguindey, Ángel Román, Joaquín Llenas, Alfonso Sánchez Martínez y Elisenda Nadal. Como protesta por la represión política sobre el pueblo vasco Elías Querejeta decidió retirar de la competición la película El desencanto que fue sustituida por Libertad provisional de Roberto Bodegas.
El 13 se proyectó la polaca Skazany, la yugoslava Atentat u Sarajevu y la española Retrato de familia, en la que fue alabada por la actuación del joven Miguel Bosé. El 14 Los días impuros del extranjero y Cara a cara, a la vez que visitaba el festival Sarah Miles, y el 15 Harry y Walter van a Nueva York y Los gitanos se van al cielo. El 16 se proyectaron la australiana Caddie y la húngara El viento silba bajo sus pies y el 17 Primo, prima y Sola, mientras que muchos periodistas acreditados se iban retirando en solidaridad contra los que protestaban contra la represión policial en el País Vasco. El día 18 se proyectaron Une femme fidèle y Aislados en el bosque, presentaciones que se vieron deslucidas cuando se anunció que finalmente no vendrían ni Roger Vadim ni Sylvia Kristel, protagonista de la película. El día 19 Dedicato a una stella y The Omen de Richard Donner, y el día 20 Libertad provisional y Ansichten eines Clowns. El día 21 Gusanos de seda, la mexicana El apando y la venezolana Fiebre El día 22 se exhibieron fuera de concurso Hollywood, Hollywood de Gene Kelly y se entregaron los premis.

## Jurados
Jurado Oficial
- Dolores del Río
- Claudine Auger
- Leandro Goes Tocantins
- Stuart Lyons
- Stanisław Różewicz
- Víctor Ruiz Iriarte
- Peter Schamoni
- Manuel Tamayo Castro
- Giorgio Venturini

## Películas

### Programa Oficial
Las 19 películas siguientes fueron presentadas en el programa oficial:
| Título en España                | Título original                             | Director(es)                  | País           |
| ------------------------------- | ------------------------------------------- | ----------------------------- | -------------- |
| Opiniones de un payaso          | Ansichten eines Clowns                      | Vojtěch Jasný                 | RFA            |
| Atentado en Sarajevo            | Atentat u Sarajevu                          | Veljko Bulajić                | Yugoslavia     |
| Caddie                          | Caddie                                      | Donald Crombie                | Australia      |
| Primo, prima                    | Cousin, cousine                             | Jean-Charles Tacchella        | Francia        |
| Dedicato a una stella           | Dedicato a una stella                       | Luigi Cozzi                   | Italia         |
| El apando                       | El apando                                   | Felipe Cazals                 | México         |
| Fiebre                          | Fiebre                                      | Juan Santana                  | Venezuela      |
| Luchando por mis derechos       | Fighting Mad                                | Jonathan Demme                | EE. UU.        |
| Gusanos de seda                 | Gusanos de seda                             | Francisco Rodríguez Fernández | España         |
| Harry y Walter van a Nueva York | Harry and Walter Go to New York             | Mark Rydell                   | EE.UU.         |
| El inocente                     | L'innocente                                 | Luchino Visconti              | Italia         |
| Libertad provisional            | Libertad provisional                        | Roberto Bodegas               | España         |
| Aislados en el bosque           | Na samotě u lesa                            | Jiří Menzel                   | Checoslovaquia |
| Retrato de familia              | Retrato de familia                          | Antonio Giménez-Rico          | España         |
| Skazany                         | Skazany                                     | Andrzej Trzos-Rastawiecki     | Polonia        |
| Sola                            | Sola                                        | Raúl de la Torre              | España         |
| Los gitanos se van al cielo     | Tabor ujodit v niebo                        | Emil Loteanu                  | URSS           |
| El viento silba bajo sus pies   | Talpuk alatt fütyül a szél                  | György Szomjas                | Hungría        |
| La profecía                     | The Omen                                    | Richard Donner                | EE.UU.         |
| Los días impuros del extranjero | The Sailor Who Fell from Grace with the Sea | Lewis John Carlino            | EE.UU.         |
| Una mujer fiel                  | Une femme fidèle                            | Roger Vadim                   | Francia        |

### Fuera de concurso
| Título en España     | Título original               | Director(es)   | País   |
| -------------------- | ----------------------------- | -------------- | ------ |
| Cara a cara          | Ansikte mot ansikte           | Ingmar Bergman | Suecia |
| Hollywood, Hollywood | That's Entertainment, Part II | Gene Kelly     | EE.UU. |

### Informativa
| Título en España               | Título original           | Director(es)            | País           |
| ------------------------------ | ------------------------- | ----------------------- | -------------- |
| El hombre que supo amar        | El hombre que supo amar   | Miguel Picazo           | España         |
| Esas locas del cine            | Hollywood Boulevard       | Joe Dante, Allan Arkush | EE.UU.         |
| Belladonna of Sadness          | Kanashimi no Beradona     | Eiichi Yamamoto         | Japón          |
| La odisea de los Andes         | La odisea de los Andes    | Álvaro J. Covacevich    | Perú           |
| Las fuerzas vivas              | Las fuerzas vivas         | Luis Alcoriza           | México         |
| El quimérico inquilino         | Le locataire              | Roman Polanski          | Francia        |
| Piedra libre                   | Piedra libre              | Leopoldo Torre Nilsson  | Argentina      |
| La línea de sombra             | Smuga cienia              | Andrzej Wajda           | Polonia        |
| Taxi Driver                    | Taxi Driver               | Martin Scorsese         | EE.UU.         |
| Pelé                           | Pelé                      | François Reichenbach    | Francia/México |
| El hombre que cayó a la Tierra | The Man Who Fell to Earth | Nicolas Roeg            | Reino Unido    |

### Nuevos Realizadores[17]
| Título en España                | Título original                 | Director(es)             |             |
| ------------------------------- | ------------------------------- | ------------------------ | ----------- |
| Batida de raposas               | Batida de raposas               | Carlos Serrano           | España      |
| Axut                            | Axut                            | José María Zabala        | España      |
| Colorín colorado                | Colorín colorado                | José Luis García Sánchez | España      |
| F comme Fairbanks               | F comme Fairbanks               | Maurice Dugowson         | Francia     |
| Garofano rosso                  | Garofano rosso                  | Luigi Faccini            | Italia      |
| Hu-Man                          | Hu-Man                          | Jerome Laperrousaz       | Francia     |
| La tercera puerta               | La tercera puerta               | Álvaro Forqué            | España      |
| Le chant du départ              | Le chant du départ              | Pascal Aubier            | Francia     |
| Lição de Amor                   | Lição de Amor                   | Eduardo Escorel          | Portugal    |
| Lieb Vaterland magst ruhig sein | Lieb Vaterland magst ruhig sein | Roland Klick             | RFA         |
| Picnic en Hanging Rock          | Picnic at Hanging Rock          | Peter Weir               | Australia   |
| Sweeney!                        | Sweeney!                        | David Wickes             | Reino Unido |

## Retrospectiva
La retrospectiva de este año estuvo dedicada al actriz mexicana Dolores del Río, que fue la presidenta del jurado, y al cine negro estatunidense. Entre otras películas se proyectaron María Candelaria de Emilio Fernández Romo, Señora ama de Julio Bracho, Tener y no tener de Howard Hawks, Little Caesar de Mervyn LeRoy o 'El bosque petrificado (The Petrified Forest, 1936) de Archie Mayo.

## Palmarés
Ganadores de la Sección no oficial del 25º Festival Internacional de Cine de San Sebastián de 1976:
- Concha de Oro a la mejor película: Los gitanos se van al cielo de Emil Loteanu
- Concha de Oro al mejor cortometraje:  Ouverture 2012, de Milan Blažeković
- Premio Especial del Jurado: Caddie de Donald Crombie
- Concha de Plata a la mejor dirección:
  - Opiniones de un payaso de Vojtěch Jasný
  - Primo, prima de Jean-Charles Tacchella
- Concha de Plata a la mejor actriz: Helen Morse, por Caddie
- Concha de Plata al mejor actor: Zdzisław Kozień, por Skazany
- Premio Perla del Cantábrico al mejor largometraje de habla hispana: Libertad provisional de Roberto Bodegas
- Menció especial del Jurado: Atentat u Sarajevu de Veljko Bulajić